# CA-Lager
CA-Lager (engl. controlled atmosphere) sind eine landwirtschaftliche Lagertechnik, speziell, aber nicht nur, für die Kernobstlagerung, vor allem für Äpfel, seltener auch für Gemüse und Fleisch (z. B. Schinken). In einem CA-Lager wird das Altern verderblicher Waren verlangsamt. 

## Funktionsweise
CA steht für Controlled Atmosphere, eine kontrollierte, gesteuerte Atmosphäre, und bezeichnet eine Lagerungstechnik, welche die Reifung klimakterischer Früchte verzögert. In CA-Lagern werden Temperatur, Luftfeuchtigkeit, Sauerstoff- und Kohlenstoffdioxidgehalt mittels Mess- und Regeltechnik überwacht und auf den gewünschten Niveaus gehalten.
Dank CA-Lagerung sind gewisse Obst- und Gemüsesorten unabhängig von der Erntezeit das ganze Jahr über verfügbar. Im Vergleich mit der traditionellen Kühllagerung sind die Kosten der CA-Lagerung deutlich höher. Zudem ist sie nicht für alle Frucht- und Gemüsesorten geeignet.
Folgende Bedingungen liegen in CA-Lagern vor:
- niedrige Temperatur (−1 bis 6 °C, je nach Frucht und Sorte)
- hohe Luftfeuchtigkeit (meist 92 %)
- niedriger Sauerstoffgehalt (meist 2 bis 3 %)
- erhöhter Kohlenstoffdioxidgehalt (2 bis 5 %, je nach Frucht und Sorte)

Der Stoffwechsel des Lagergutes und damit der Abbau wertvoller Inhaltsstoffe soll möglichst stark reduziert werden. Dies geschieht zum einen über eine Absenkung der Temperatur durch Kühlung und Abführung von Atmungswärme. Zum anderen werden die Früchte in Lagerzellen gelagert, welche eine Kontrolle des Gasaustausches ermöglichen. Durch Veratmung und dosierte Nachlieferung wird der Sauerstoffgehalt in den Lagerzellen derart gesenkt, dass die Atmung und damit der Stoffwechsel stark reduziert werden. Ein Absinken der O2-Konzentration auf 0 % muss dabei jedoch unbedingt verhindert werden, da unter anaeroben Bedingungen Ethanol und muffige Gäraromen gebildet werden. Gleichzeitig sollte das entstehende CO2 durch sogenannte Scrubber absorbiert werden, da es ab einer Konzentration von 5 % Stoffwechselschäden verursachen kann. Eine konstant hohe Luftfeuchtigkeit sorgt dafür, dass die Früchte nicht austrocknen.
In speziellen CA-Lagern wird zusätzlich das natürliche „Reifungsgas“ (Phytohormon) Ethen entfernt, bzw. dessen Bildung gehemmt.
Eine weitere Möglichkeit besteht darin, den Ethenrezeptor zu blockieren, z. B. mit 1-Methylcyclopropen.

## Hintergründe
Früchte haben einen Stoffwechsel. Sie verbrauchen auch nach der Ernte Sauerstoff und erzeugen dabei Wärme, Kohlenstoffdioxid, Wasserdampf und aromatische Verbindungen. Dieses Reifen ist von der Oxidation der Kohlenhydrate, Zucker und Säuren im Gewebe der Frucht abhängig.
Es besteht ein Zusammenhang zwischen der Atmung des Obstes und Gemüses und dessen Haltbarkeit. Zwiebeln halten normal gekühlt bis zu 250 Tage und produzieren ca. 3 mg Kohlenstoffdioxid pro Kilogramm und Stunde. Erdbeeren dagegen halten gekühlt nur 8 Tage, aber produzieren („atmen“) ca. 65 mg Kohlenstoffdioxid pro Kilogramm und Stunde. Je stärker eine Frucht atmet, desto schneller altert sie. 
Weniger Sauerstoff und mehr Kohlenstoffdioxid verlangsamen die Reifung im Lagerraum. Vitamine und Säuren werden langsamer abgebaut, in der Frucht wird weniger Ethen produziert, es wird weniger Chlorophyll zerlegt (und damit die Kernhausbräune vermindert), und das Fruchtfleisch wird nicht so schnell weich. 
Bei besonders geringem Sauerstoffgehalt können an den Früchten Schäden auftreten. Große Früchte von Bäumen mit geringem Ertrag sind empfindlicher für Lagerkrankheiten.

## Geschichte und Entstehung
1821 entdeckte Jacques Étienne Bérard, ein Forscher der Pflanzenphysiologie, dass Obst und Gemüse bei einem niedrigen Sauerstoffgehalt gelagert einen verminderten Stoffwechsel aufweisen. Zu Beginn des 20. Jahrhunderts erhielt der Begriff CA durch die Forscher Franklin Kidd und Cyril West eine genaue wissenschaftliche Definition. Die wirtschaftliche Nutzung der CA fing aber erst Ende der 1950er Jahre gleichzeitig in den USA und in Europa an.

## Weiterentwicklungen
Eine Variante der CA-Lager sind die so genannten ULO-Lager (engl. Ultra Low Oxygen), die extrem wenig Sauerstoff (< 1 %) enthalten. Bei gleichzeitiger relativer Luftfeuchtigkeit um 92 % und Temperaturen zwischen 1 °C und 4 °C können Äpfel bis zur nächsten Ernte und darüber hinaus gelagert werden. Konkret heißt das, dass Äpfel des Vorjahres und Äpfel aus der neuen Ernte gleichzeitig verfügbar sind.